# Hand in Glove
Singles de The Smiths
This Charming Man
(1983)
Hand in Glove est une chanson du groupe de rock The Smiths, écrite par Morrissey et Johnny Marr. Sorti en mai 1983, c'est le premier single du groupe. Une version remixée de la chanson figure dans leur premier album The Smiths, sorti en 1984.
La chanson est en sol mineur. Elle commence par un morceau à l'harmonica joué par Johhny Marr en re-recording. Morrissey a expliqué que le thème de la chanson était « la solitude la plus complète », ajoutant qu'il voulait qu'il y ait « quelque chose de poétique, dans le sens lyrique, et pourtant d'exultant à la fois ». Il dit s'être inspiré de la dramaturge Shelag Delaney pour les paroles.
Dans le but de choquer, Morrissey décide d'illustrer la pochette du single par une photographie d'homme nu de dos.

## Liste des titres
1. Hand in Glove - 3:13
2. Handsome Devil (live Manchester Hacienda 4/2/83) - 2:53

## Reprise
Hand in Glove a été repris par Sandie Shaw, une chanteuse des années 1960 très appréciée du groupe. The Smiths lui avaient envoyé des chansons et des démos. Au départ réticente, elle accepte d'enregistrer la chanson, qui devient son premier succès en dix ans.